# بوقلمون وحشی
بوقلمون وحشی (نام علمی: Meleagris gallopavo) جاندار بومی آمریکای شمالی و سنگین‌ترین گونه از راسته ماکیان‌سانان است. 

## ویژگی‌ها
بوقلمون نر دارای بال‌های براق برنزی و دمی بلند، تیره و بادبزنی شکل دارد. در این گونه، دودیسی جنسی کامل قابل شناسایی است و جنس نر بزرگ‌تر از جنس ماده است. ماده‌ها دارای پرهای قهوه‌ای یا خاکستری تیره هستند، در حالی که نرها در بخش‌هایی از بدن خود دارای پرهایی طلایی، بنفش، مسی و سبز با ویژگی رنگین‌تابی هستند. هر بوقلمون وحشی به‌طور میانگین ۵۰۰۰ تا ۶۰۰۰ پر در سطح بدن خود دارد. 
وزن جنس نر در این گونه بین ۵–۱۱ کیلوگرم و در جنس مؤنث بین ۲٫۵–۵٫۴ کیلوگرم است. سنگین‌ترین بوقلمون وحشی ثبت‌شده-توسط اتحادیه ملی بوقلمون‌های وحشی- ۱۶٫۸ کیلوگرم وزن داشت. 

## پرواز
برخلاف بوقلمون‌های اهلی و با وجود وزن زیادشان می‌توانند با چابکی پرواز کنند. این پرنده‌ها می‌توانند تا فاصلهٔ ۴۰۰ متری در نزدیکی سطح زمین پرواز کنند.
بالاترین سرعت این گونه هنگام پرواز، ۹۷ کیلومتر بر ساعت است.

## زیستگاه
بوقلمون‌های وحشی در جنگل‌های سخت‌چوب و مخروطی زیست می‌کنند.

## تغذیه
بوقلمون‌های وحشی جانورانی همه‌چیزخوار هستند که غذای خود را از زمین، بوته‌ها و درختچه‌ها به دست می‌آورند. بلوط، فندق، شاه‌بلوط، هیکوری (گردوی آمریکایی) و پینیون از دانههای مورد علاقه این جاندار هستند. سته‌ها، چمن، ریشهٔ گیاهان و حشرات از دیگر غذاهای این پرنده است. 

## جفت‌یابی

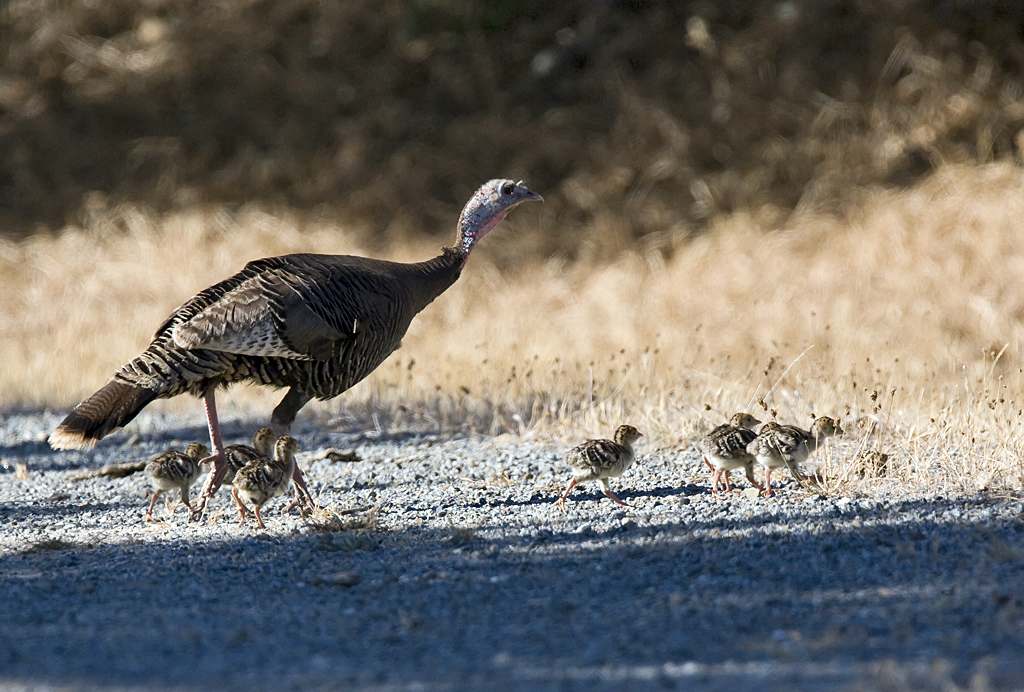
بوقلمون وحشی ماده و جوجه‌هایش

جنس مذکر این گونه، چندهمسری است و تا حد ممکن با دیگر بوقلمون‌های ماده جفت‌گیری می‌کند. جنس ماده در هر بار تخم‌گذاری ۱۰ تا ۱۴ تخم (هر روز یک تخم) می‌گذارد. حداقل ۲۸ روز طول می‌کشد تا جوجه از تخم بیرون بیاید؛ از آن‌جا که جوجه‌های راسته ماکیان پیش‌رس هستند، ۱۲ تا ۲۴ ساعت پس از شکستن تخم خود از لانه خارج می‌شوند.
راکون‌ها، روباه‌های خاکستری، صاریغ ویرجینیا، موش‌خرمای کوهی آمریکا، پرندگان شکاری، مارها و انسان‌ها اصلی‌ترین شکارچیان این پرنده در طبیعت هستند.